# Pelophryne albotaeniata
Pelophryne albotaeniata es una especie de anfibios de la familia Bufonidae.
Es endémica de Palawan (Filipinas).
Su hábitat natural incluye bosques secos tropicales o subtropicales, montanos secos y ríos.
Está amenazada de extinción.